# المدرسة السعودية الإبتدائية (المجمعة)
المدرسة السعودية الابتدائية بالمجمعة، أول مدرسة نظامية فيها افتتحت عام 1356هـ، كما أنها إحدى المدارس الأربعة التي انطلقت معها بداية التعليم النظامي في منطقة نجد.

## التعليم في المجمعة قبل افتتاح المدرسة النظامية
كان نوع النظام المنتشر بالمجمعة قبل افتتاح المدرسة الابتدائية السعودية هو التعليم الأهلي أو ما يسمى بالكتاتيب التي قام بافتتاحها مجموعة من علماء المجمعة، وانضم للدراسة بها عدد لا بأس به من طلاب العلم الذين نخرجوا كعلماء أفاضل ومشائخ أجلاء، الجدير بالذكر أنه كان هناك كتاتيب لتعليم البنات وكانت ذات دور مهم في تعليم المرأة، وبما أن الحديث عن المدرسة السعودية للبنين فسوف يتم ذكر أبرز كتاتيب البنين في المجمعة:
- مدرسة الشيخ سيف بن محمد العتيقي.
- مدرسة الشيخ عبد الله بن مطر.
- مدرسة الشيخ عبد الله الخيال.
- مدرسة الجامع القديم.
- مدرسة الشيخ عبدالعزيز بن محمد العتيقي.
- مدرسة عثمان بن صالح الناصر.[1]
- مدرسة الشيخ أحمد بن صالح الصانع.[2]

## افتتاح المدرسة السعودية
حظيت المجمعة كغيرها من أنحاء المملكة برعاية الملك عبد العزيز التعليمية التي كانت من أولى اهتمامته بعد استعادة حكم أبائه وأجداده، فوجه أمرصا بافتتاح المدارس النظامية في أنحاء المملكة، وكانت المجمعة من أوائل المدن التي شملتها تلك الرعاية، وقد نشرت صحيفة صوت الحجاز في عددها رقم 221 من السنة الخامسة والذي صدر في يوم الثلاثاء 5/7/ 1355هـ خبرًا فيما يلي نصه:«التمس مجلس الوكلاء من جلالة الملك المعظم فتح مدارس جديدة في بقية مدن المملكة العربية السعودية فصدرت إرادة جلالته السنية بذلك وقد علمنا أن مديرية المعارف العامة تباشر اليوم فتح تسع مدارس جديدة في كل من. الرياض (غير مدارس الأمراء). الحسا، القطيف الجبيل، المجمعة، شقرة، بريده، عنيزه، حايل. وهي فكرة تستحق التقدير فنتمنى زيادة النشاط ونطلب لها التوفيق والعون.»

### الأمكنة التي كانت مقرًا للمدرسة
- كانت مقر المدرسة في بداية تأسيسها في بيت مستأجر لعثمان بن حمد الفارس.
- بيت آخر مستأجر لعبد الله بن محمد القضيبي.
- بيت أحمد بن عبد المحسن التويجري.
- مبنى حكومي أقيم على الأرض التي أهداها الأستاذ سعود بن عبد العزيز التويجري إلى الدولة من أجل بناء مقر المدرسة الجديد وانتهى في عام 1374هـ، وتم تجديده في عام 1400هـ.[4]

## أول مدير للمدرسة

### الشيخ سليمان بن عثمان بن أحمد الأحمد
ولد بالمجمعة عام 1318هـ ونشأ فيها وتلقى بداية تعليمه فيها، ثم انتقل إلى مكة المكرمة والتحق بالمعهد السعودي، كما كان يتلقى بعض الدروس على يد بعض علماء مكة المكرمة، ومن الوظائف التي عمل بها:
- منبهًا ومراقبًا للصلاة بدار الحكومة بالحميدية سابقًا بمكة المكرمة.
- عضو هيئة الأمر بالمعروف بمكة المكرمة.
- مدير لأول مدرسة حكومية بالمجمعة 1356هـ.

مدير لأول مدرسة في حوطة بني تميم.
- تولى رئاسة القضاة وعين رئيسًا لهيئة الوعظ والإرشاد في أبها عام 1373هـ.
- مساعد رئيس محكمة أبها 1374هـ.
- رئيس محكمة بلجرشي 1381هـ.[5]

### مدراء آخرون
- الشيخ سليمان بن محمد الكهلان.
- الأستاذ صالح الرزيزاء.
- الأستاذ موسى العطار.
- الأستاذ عودة سليمان الحمدان.
- الأستاذ عبد الرحيم صديق.
- الأستاذ حسين حسونة.
- الشيخ محمد بن عبد العزيز بن سليمان المقحم.
- الأستاذ إبراهيم بن محمد التركي.
- الأستاذ عبد الله بن ناصر بن أحمد المحرج.
- الأستاذ محمد بن سعد بن ناصر القديري.
- الشيخ محمد بن إبراهيم بن عثمان الدهش.
- الشيخ عبد العزيز بن إبراهيم بن محمد الثميري.[6]

## وكلاء المدرسة
- عثمان بن ناصر الصالح.
- عبد العزيز فقيهاء.
- عثمان بن حمد الحقيل.
- محمد بن عبد العزيز السليمان.
- عبد الله بن عبد العزيز الحزيمي.[7]

## بعض المدرسين خلال 15 سنة الأولى
| إبراهيم بن عثمان اليوسف      | إبراهيم بن محمد التركي     | حمد بن علي السناني              | حمد بن عيسى                    | سليمان بن سليم السليم                  | سليمان بن عبد الله العسكر       | سليمان بن عثمان بن أحمد   |
| عبد الرحمن بن سليمان الكهلان | عبد الرحمن بن صالح الصالح  | عبد العزيز بن أحمد المحرج       | عبد العزيز بن عبد الله المبارك | عبد العزيز بن عبد الله الناصر التويجري | عبد العزيز بن عبد المحسن الحقيل | عبد العزيز بن محمد الجندل |
| عبد العزيز بن محمد اليحيا    | عبد الله بن سليمان الكهلان | عبد الله بن عبد العزيز النجران  | عبد الله بن عثمان النجران      | عبد الله بن محمد السليمان              | عبد الله بن محمد المديهيم       | عثمان بن حمد الحقيل       |
| عثمان بن محمد النجران        | عثمان بن ناصر الصالح       | محمد بن عبد الرحمن العبد الجبار | محمد بن عبد العزيز المقحم      | محمد بن عثمان الركبان                  | محمد بن ناصر التويجري           | ناصر بن أحمد المحرج       |

## أبرز خريجي المدرسة
| اسم المتخرج                         | عمله                                          |
| ----------------------------------- | --------------------------------------------- |
| إبرااهيم بن أحمد العمر              | مدير إدارة التربية والتعليم للبنين في المجمعة |
| إبراهيم بن حمد العبد الوهاب         | أول مدير للتعليم في منطقة سدير                |
| عبد الله بن حمد الحقيل              | مدير دارة الملك عبد العزيز سابقًا              |
| محمد بن إبراهيم بن جبير             | رئيس مجلس الشورى سابقًا                        |
| محمد بن أحمد الرشيد                 | وزير التربية والتعليم                         |
| الدكتور عثمان بن عبد العزيز الربيعة | وكيل وزارة الصحة للتخطيط                      |
| عبد العزيز بن محمد الحقيل           | نائب رئيس شركة أرامكو                         |
| سليمان بن عبد العزيز العتيقي        | مدير معهد التربية الفكرية بالرياض سابقًا       |
| أحمد بن محمد اليحيا                 | سفير المملكة في دولة الكويت                   |
| عبد المحسن بن عبد العزيز التويجري   | مستشار بديوان ولي العهد                       |

## وصلات خارجية
- المدرسة السعودية في المجمعة نقوش في ذاكرة التعليم والمجتمع ومسيرة ثمانين عام
- المجمعة تاريخ وحضارة